# 欣湖
58°6′N 4°32′W / 58.100°N 4.533°W

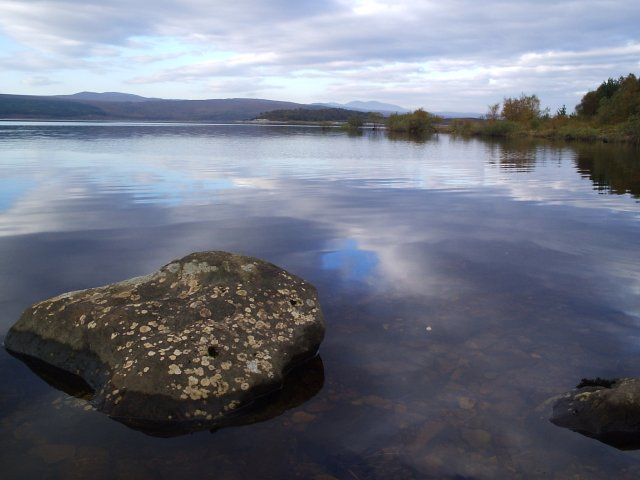
欣湖

欣湖（英語：Loch Shin，蘇格蘭蓋爾語：Loch Sìn）是蘇格蘭的湖泊，位於該地區北部的蘇格蘭高地，長27公里、寬2公里，面積21.5平方公里，最大水深129米，該湖的水位在1950年因興建水壩上升10米。

## 外部連結
- Tour Loch Shin （页面存档备份，存于）
- Loch Shin Hydro Scheme （页面存档备份，存于）
- Hydro Scotland Archive.today的存檔，存档日期2013-01-03